# Épothémont
Épothémont é uma comuna francesa na região administrativa de Grande Leste, no departamento de Aube. Estende-se por uma área de 10,43 km². Em 2010 a comuna tinha 177 habitantes (densidade: 17 hab./km²).